# 최희라
최희라는 드라마 작가이다.

## 생애

### 집필 작품
- 2010년 SBS 드라마스패셜 《산부인과》(극본)
- 2012년 MBC 월화드라마 《골든타임》(극본)
- 2014년 MBC 수목드라마 《개과천선》(극본)